# Домбарка
Домбарка (каз. Домбар) — упразднённое село в Фёдоровском районе Костанайской области Казахстана. Ликвидировано в 2009 году. Входило в состав Украинского сельского округа.

## Население
В 1999 году население села составляло 59 человек (29 мужчин и 30 женщин).